# DVBBS
DVBBS (udtales "dubs") er en canadisk elektronisk duo dannet i 2012, bestående af brødrene Chris Chronicles (født Christopher van den Hoef, 1. januar 1990) og Alex Andre (født Alexandre van den Hoef, 17. oktober 1991). De er mest kendt for deres fælles internationalt hit med Borgeous titlen "Tsunami".

## Albums /Eps
- Initio E.P (2013) [EP]
- Beautiful Disaster (2016) [Album]

## Liveoptrædener
DVBBS har spillet med Tiësto, Nervo, Steve Aoki, Martin Garrix, Showtek, Sander Van Doorn, DJ Snake og andre. I 2013 sluttede de sig til musikgruppen Adventure Club for deres nordamerikanske efterår / vinter tur, og var til at spille på mange musikfestivaler. Duoen har spillet på MainStage Tomorrowland (festival), Ultra Music Festival, og Creamfields, blandt mange andre.

## Sange (tracks)
2013
- We Are Electric (feat. Simon Wilcox) [Single]
- Love & Lies [Single]
- Drvgs (feat. Hayley Gene) [Initio E.P]
- Come Alive [Initio E.P]
- Sugar Coated [Initio E.P]
- Here We Go [Initio E.P]
- Till I Die (feat. Flashing Lights) [Initio E.P]
- Tsunami (feat. Borgeous) [Spinin Records]

2014
- Tsunami (Jump) (feat. Borgeous, Tinie Tempah) [Spinnin Records]
- Immortal (feat. Tony Junior) [Spinnin Records]

2015
- Voodoo (feat. Jay Hardway) [Spinnin Records]

2016
- Raveheart [Spinnin Records]
- La La Land (feat. Shaun Frank, Delaney Jane) [Spinnin Records]
- 24k
- Ur on My Mind
- Moonrock (feat. Juicy J)
- Not Going Home (feat. CMC$, Gia Koka)

2017
- Without U (feat. Steve Aoki, 2 Chainz)